# 蕭淵藻
蕭 淵藻（しょう えんそう、永明元年（483年）- 太清3年8月20日（549年9月27日））は、南朝梁の皇族。字は靖芸。小名は迦葉。『梁書』と『南史』は、李淵の諱を避けて、名を藻と表記している。

## 経歴
蕭衍の長兄の蕭懿の子として生まれた。斉の永元初年、著作佐郎を初任とした。天監元年（502年）、梁が建国されると、西昌県侯に封じられた。持節・都督益寧二州諸軍事・冠軍将軍・益州刺史として出向した。ときに益州の民の焦僧護が数万の人々を集めて、郫繁を拠点に反乱を起こした。淵藻は幕僚を集めて自ら反乱を撃とうした。ある人が止めようとしたが、淵藻は激怒して反対者を階のそばで斬った。肩輿に乗って反乱軍の城塁に向けて進軍した。反乱軍の弓が乱射され、矢が雨のようにそそいだが、淵藻は従者の掲げた楯をどかせて顔を見せ、味方の士気を高めた。反乱軍は夜間に逃走を図ったが、淵藻は騎兵に追撃させ、数千人を斬首して反乱を鎮圧した。信威将軍に進んだ。天監9年（510年）、召還されて太子中庶子となった。天監10年（511年）、左驍騎将軍・南琅邪郡太守に転じた。入朝して侍中の位を受けた。
天監11年（512年）、使持節・都督雍梁秦三州竟陵隨二郡諸軍事・仁威将軍・寧蛮校尉・雍州刺史として出向した。天監12年（513年）、使持節・都督南兗兗徐青冀五州諸軍事・兗州刺史に転じた。召還されて太子詹事となった。普通3年（522年）、領軍将軍の位を受け、侍中を加えられた。普通6年（525年）、軍師将軍となり、西豊侯蕭正徳とともに北伐して渦陽を攻撃した。軍を帰すと、弾劾を受けて免官され封爵を剥奪された。普通7年（526年）、宗正卿として再起した。普通8年（527年）、封爵をもどされ、左衛将軍の位を受けて、歩兵校尉を兼ねた。大通元年（527年）、侍中・中護軍に転じた。渦陽が梁に降ると、淵藻は使持節・都督北討諸軍事・征北大将軍となって、渦陽に駐屯した。大通3年（529年）、中権将軍・金紫光禄大夫の位を受けた。中大通元年（529年）、中権将軍のまま護軍将軍となった。中大通3年（531年）、中軍将軍・太子詹事となり、丹陽尹として出向した。入朝して安左将軍・尚書左僕射に任じられ、固辞したが、許されなかった。大同5年（539年）、中衛将軍・開府儀同三司・中書令に転じた。使持節・南徐州刺史として出向した。
侯景の乱が起こると、淵藻は長男の蕭彧を援軍に向かわせた。建康城が陥落すると、散騎常侍・大将軍の位を加えられた。侯景は淵藻に代えて蕭邕を京口に駐屯させようとした。このとき淵藻は病の床にあった。ある人が東魏に亡命するよう勧めると、淵藻は「国の高位にあって、逆賊を誅することができないなら、朝廷とともに死ぬべきである。異類に身をやつして、余生を保つことができようか」と言って連日食事を摂らなかった。
太清3年8月癸卯（549年9月27日）、死去した。享年は67。

## 人物
- 蕭淵藻は性格が謙虚で、言わずのうちに他者の望みを聞きとげた。
- 文章を得意とし、とくに古体を好んだ。
- 地方統治においても民衆や官吏に讃えられた。寒門の人をよく推挙した。
- 蕭衍はたびたび「子弟がみな迦葉（蕭淵藻）のようであれば、わたしは心配がなくなるのだが」と嘆いた。
- 蕭淵藻は恬淡として独居し、床には膝の痕が残っていた。爵禄が多すぎるといってたびたび辞退し、賓客との交友も少なかった。ひとたび免官されて以後、動物を食わず、音楽を聴かなかった。蕭衍にたびたび賞賛され、簡文帝にも敬愛を受けた。

## 伝記資料
- 『梁書』巻23 列伝第17
- 『南史』巻51 列伝第41